# Breeders' Futurity Stakes
Breeders' Futurity Stakes, är ett amerikanskt galopplöp för tvååriga fullblod som rids årligen på Keeneland i Lexington i Kentucky. Det är sedan 2004 ett Grupp 1-löp, det vill säga ett löp av högsta internationella klass. Det var ett Grupp 3-löp från 1973 till 1975, och ett Grupp 2-löp från 1976 till 2003. Löpet rids över 1 och 1/16 miles (1710 meter), med en ridvikt på 121 pund (54,9 kg) för hingstar och valacker, samt 118 pund (53,5 kg) för ston. 
Breeders' Futurity Stakes är ett av de större förberedelselöpen i Road to the Kentucky Derby, och ger 10 poäng i kvalificeringstrappan för Kentucky Derby. Löpet är även del av Breeders' Cup Challenge, och segraren blir direktkvalificerad till att starta i Breeders' Cup Juvenile.

## Segrare sedan 1938
| År   | Häst               | Jockey              | Tränare               | Tid     |
| ---- | ------------------ | ------------------- | --------------------- | ------- |
| 2023 | Locked             | José Ortiz          | Todd A. Pletcher      | 1:45.06 |
| 2022 | Forte              | Irad Ortiz Jr.      | Todd A. Pletcher      | 1:44.74 |
| 2021 | Rattle N Roll      | Brian Hernandez Jr. | Kenneth McPeek        | 1:43.78 |
| 2020 | Essential Quality  | Luis Saez           | Brad H. Cox           | 1:44.37 |
| 2019 | Maxfield           | José Ortiz          | Brendan Walsh         | 1:44.21 |
| 2018 | Knicks Go          | Albin Jimenez       | Ben Colebrook         | 1:44.23 |
| 2017 | Free Drop Billy    | Robby Albarado      | Dale L. Romans        | 1:45.43 |
| 2016 | Classic Empire     | Julien Leparoux     | Mark E. Casse         | 1:43.41 |
| 2015 | Brody's Cause      | Corey J. Lanerie    | Dale L. Romans        | 1:43.27 |
| 2014 | Carpe Diem         | John Velazquez      | Todd Pletcher         | 1:43.38 |
| 2013 | We Miss Artie      | John Velazquez      | Todd Pletcher         | 1:46.91 |
| 2012 | Joha               | Rajiv Maragh        | Michael J. Maker      | 1:44.52 |
| 2011 | Dullahan           | Kent Desormeaux     | Dale L. Romans        | 1:43.12 |
| 2010 | J.B.'s Thunder     | Shaun Bridgmohan    | Albert Stall Jr.      | 1:44.12 |
| 2009 | Noble's Promise    | Willie Martinez     | Kenneth G. McPeek     | 1:43.12 |
| 2008 | Square Eddie       | Rafael Bejarano     | John R. Best          | 1:43.04 |
| 2007 | Wicked Style       | Robby Albarado      | George R. Arnold II   | 1:45.21 |
| 2006 | Great Hunter       | Victor Espinoza     | Doug O'Neill          | 1:44.09 |
| 2005 | Dawn of War        | John Jacinto        | Dale L. Romans        | 1:48.77 |
| 2004 | Consolidator       | Rafael Bejarano     | D. Wayne Lukas        | 1:43.67 |
| 2003 | Eurosilver         | Javier Castellano   | Nicholas P. Zito      | 1:43.42 |
| 2002 | Sky Mesa           | Edgar Prado         | John T. Ward Jr.      | 1:46.78 |
| 2001 | Siphonic           | Chris McCarron      | David Hofmans         | 1:43.79 |
| 2000 | Arabian Light      | Shane Sellers       | Bob Baffert           | 1:43.00 |
| 1999 | Captain Steve      | Garrett K. Gomez    | Bob Baffert           | 1:42.40 |
| 1998 | Cat Thief          | Pat Day             | D. Wayne Lukas        | 1:44.00 |
| 1997 | Favorite Trick     | Pat Day             | Patrick B. Byrne      | 1:43.20 |
| 1996 | Boston Harbor      | Jerry D. Bailey     | D. Wayne Lukas        | 1:45.20 |
| 1995 | Honour and Glory   | Pat Day             | D. Wayne Lukas        | 1:43.20 |
| 1994 | Tejano Run         | Jerry D. Bailey     | Kenneth McPeek        | 1:44.60 |
| 1993 | Polar Expedition   | Curt Bourque        | Hugh H. Robertson     | 1:42.20 |
| 1992 | Mountain Cat       | Pat Day             | D. Wayne Lukas        | 1:42.40 |
| 1991 | Dance Floor        | Charles Woods Jr.   | D. Wayne Lukas        | 1:44.20 |
| 1990 | Sir Bordeaux       | Wigberto Ramos      | Ronnie G. Warren      | 1:44.40 |
| 1989 | Slavic             | José A. Santos      | Flint S. Schulhofer   | 1:44.60 |
| 1988 | Fast Play          | Ángel Cordero Jr.   | C. R. McGaughey III   | 1:45.20 |
| 1987 | Forty Niner        | Eddie Maple         | Woody Stephens        | 1:43.80 |
| 1986 | Orono              | Sandy Hawley        | Carl Nafzger          | 1:45.20 |
| 1985 | Tasso              | Laffit Pincay Jr.   | Neil Drysdale         | 1:46.00 |
| 1984 | Crater Fire        | Daryl Montoya       | Dixie H. Griffitt     | 1:45.80 |
| 1983 | Swale              | Eddie Maple         | Woody Stephens        | 1:44.00 |
| 1982 | Highland Park      | John L. Lively      | Anthony L. Basile     | 1:43.60 |
| 1981 | D'Accord           | Darrel McHargue     | LeRoy Jolley          | 1:44.80 |
| 1980 | Fairway Phantom    | John L. Lively      | Carl Nafzger          | 1:28.80 |
| 1979 | Gold Stage         | Don Brumfield       | William Curtis Jr.    | 1:26.80 |
| 1978 | Strike Your Colors | Ed Delahoussaye     | Del W. Carroll        | 1:26.20 |
| 1977 | Gonquin            | Frank Olivares      | Jerry M. Fanning      | 1:28.00 |
| 1976 | Run Dusty Run      | Darrel McHargue     | Smiley Adams          | 1:27.40 |
| 1975 | Harbor Springs     | Eddie Maple         | Woody Stephens        | 1:27.00 |
| 1974 | Packer Captain     | Don Brumfield       | Douglas Dodson        | 1:25.80 |
| 1973 | Provante           | Mike Manganello     | Dave Zakoor Jr.       | 1:27.20 |
| 1972 | Annihilate 'Em     | Don Brumfield       | Douglas M. Davis Jr.  | 1:27.00 |
| 1971 | Windjammer         | Laffit Pincay Jr.   | MacKenzie Miller      | 1:27.20 |
| 1970 | Man of the Moment  | Don Brumfield       | Jack Long             | 1:28.80 |
| 1969 | Hard Work          | Don Brumfield       | Charles R. Werstler   | 1:25.60 |
| 1968 | Dike               | Earlie Fires        | Lucien Laurin         | 1:26.80 |
| 1967 | T.V. Commercial    | Manuel Ycaza        | Anthony L. Basile     | 1:26.80 |
| 1966 | Gentleman James    | Jimmy Nichols       | Del W. Carroll        | 1:28.00 |
| 1965 | Tinsley            | Jimmy Nichols       | Julius E. Tinsley Jr. | 1:28.40 |
| 1964 | Umbrella Fella     | John Nazareth       | Loyd Gentry Jr.       | 1:26.40 |
| 1963 | Duel               | William D. Lucas    | LeRoy Jolley          | 1:26.20 |
| 1962 | Ornamento          | Jimmy Lynch         | James P. Conway       | 1:26.40 |
| 1961 | Roman Line         | William M. Cook     | Vester R. Wright      | 1:26.60 |
| 1960 | He's a Pistol      | Larney Hansman      | Joseph D. Puckett     | 1:27.00 |
| 1959 | Toby's Brother     | John L. Rotz        | Robert E. Wingfield   | 1:27.20 |
| 1958 | Namon              | Jimmy Combest       | Vester R. Wright      | 1:26.80 |
| 1957 | Fulcrum            | John Delahoussaye   | Jack C. Hodgins       | 1:26.40 |
| 1956 | Round Table        | Steve Brooks        | Moody Jolley          | 1:26.80 |
| 1955 | Jovial Jove        | Douglas Dodson      | Strother Griffin      | 1:23.60 |
| 1954 | Brother Tex        | Pete D. Anderson    | Woody Stephens        | 1:24.40 |
| 1953 | Hasty Road         | John H. Adams       | Harry Trotsek         | 1:23.20 |
| 1952 | Straight Face      | Bennie Green        | John M. Gaver Sr.     | 1:23.80 |
| 1951 | Alladier           | Carroll Bierman     | Anthony J. Pupino     | 1:23.40 |
| 1950 | Big Stretch        | Ted Atkinson        | John M. Gaver Sr.     | 1:23.60 |
| 1949 | Oil Capitol        | Kenneth Church      | Harry Trotsek         | 1:12.20 |
| 1948 | Olympia            | Willie Garner       | Ivan H. Parke         | 1:11.60 |
| 1947 | Shy Guy            | Steve Brooks        | Jack C. Hodgins       | 1:11.80 |
| 1946 | Education          | Steve Brooks        | Ivan H. Parke         | 1:11.40 |
| 1945 | Pellicle           | Steve Brooks        | E. Leigh Cotton       | 1:12.80 |
| 1944 | Air Sailor         | Leon Haas           | Lex Wilson            | 1:12.20 |
| 1943 | Durazna            | Jesse Higley        | John M. Goode         | 1:11.60 |
| 1942 | Occupation         | Leon Haas           | Burley Parke          | 1:14.00 |
| 1941 | Devil Diver        | Conn McCreary       | John M. Gaver Sr.     | 1:11.80 |
| 1940 | Whirlaway          | Johnny Longden      | Ben A. Jones          | 1:11.20 |
| 1939 | Roman Flag         | Leon Haas           | Max Hirsch            | 1:10.60 |
| 1938 | Johnstown          | James Stout         | George Tappen         | 1:11.40 |